# Caligo praxsiodus
Caligo praxsiodus är en fjärilsart som beskrevs av Hans Fruhstorfer 1912. Caligo praxsiodus ingår i släktet Caligo och familjen praktfjärilar. Inga underarter finns listade i Catalogue of Life.